# أكاديمية الشرطة الوطنية التركية
أكاديمية الشرطة الوطنية التركية (بالتركية: Ulusal Polis Akademisi)‏ هي مؤسسة عامة للتعليم العالي في تركيا مكرسة لتدريب ضباط الشرطة، يقع مقرها في أنقرة.

## النشرات
المجلة التركية لدراسات الشرطة هي مجلة دورية تصدر كل ثلاثة أشهر عن دراسات الشرطة تحت رعاية أكاديمية الشرطة وتركز بشكل خاص على منع الجرائم ومكافحتها. كما تم نشر مجلة أخرى عن انتهاكات حقوق الإنسان وحقوق الإنسان كما هو مبين في أحكام المحكمة الأوروبية لحقوق الإنسان. يتم أيضًا نسخ كتيب بالمقالات اليومية لكتاب الأعمدة المشهورين وتوزيعه على جميع الطلاب العسكريين. يتم تشجيع الطلاب في كل عام دراسي على إعداد صحيفة تتكون من كتاباتهم.

## وصلات خارجية
- موقع الأكاديمية الرسمي